# Снежана Божић
Снежана Божић (Ниш, 12. новембар 1974) српски је књижевни критичар, есејиста и методичар наставе српске књижевности.
Основно и средње образовање (Гимназија „Стеван Сремац“) завршила у Нишу и дипломирала српску књижевност и језик на Филозофском факултету у Нишу. Магистрирала на Филолошком факултету у Београду, докторирала на Филозофском факултету у Нишу.
Ради као наставник на Департману за српску и компаративну књижевност Филозофског факултета у Нишу.
Научне и стручне радове објављује у стручним публикацијама, научним зборницима и часописима.

## Књиге
- Композиција романа „Деобе“ Добрице Ћосића, 2000;
- Подстицаји, трагања, 2010;